# Chouseïn Moumin
Chouseïn Moumin (in greco Χουσεΐν Μουμίν; Komotini, 24 marzo 1987) è un calciatore greco, centrocampista del Panthrakikos.

## Carriera

### Club
Esordisce in massima serie greca col PAOK. Nella stagione 2017-2018 gioca per l'Arīs Salonicco e contribuisce al raggiungimento del secondo posto in Football League, che vale la promozione.

### Nazionale
Vanta 2 presenze con la rappresentativa greca Under-21.